# Arcos de la Frontera
Pour les articles homonymes, voir Arcos.
Arcos de la Frontera est une ville d’Espagne, dans la province de Cadix, communauté autonome d’Andalousie. C'est l'un des villages de la route des Villages blancs (pueblos blancos).
La ville comptait 31 417 habitants en 2012.

## Géographie

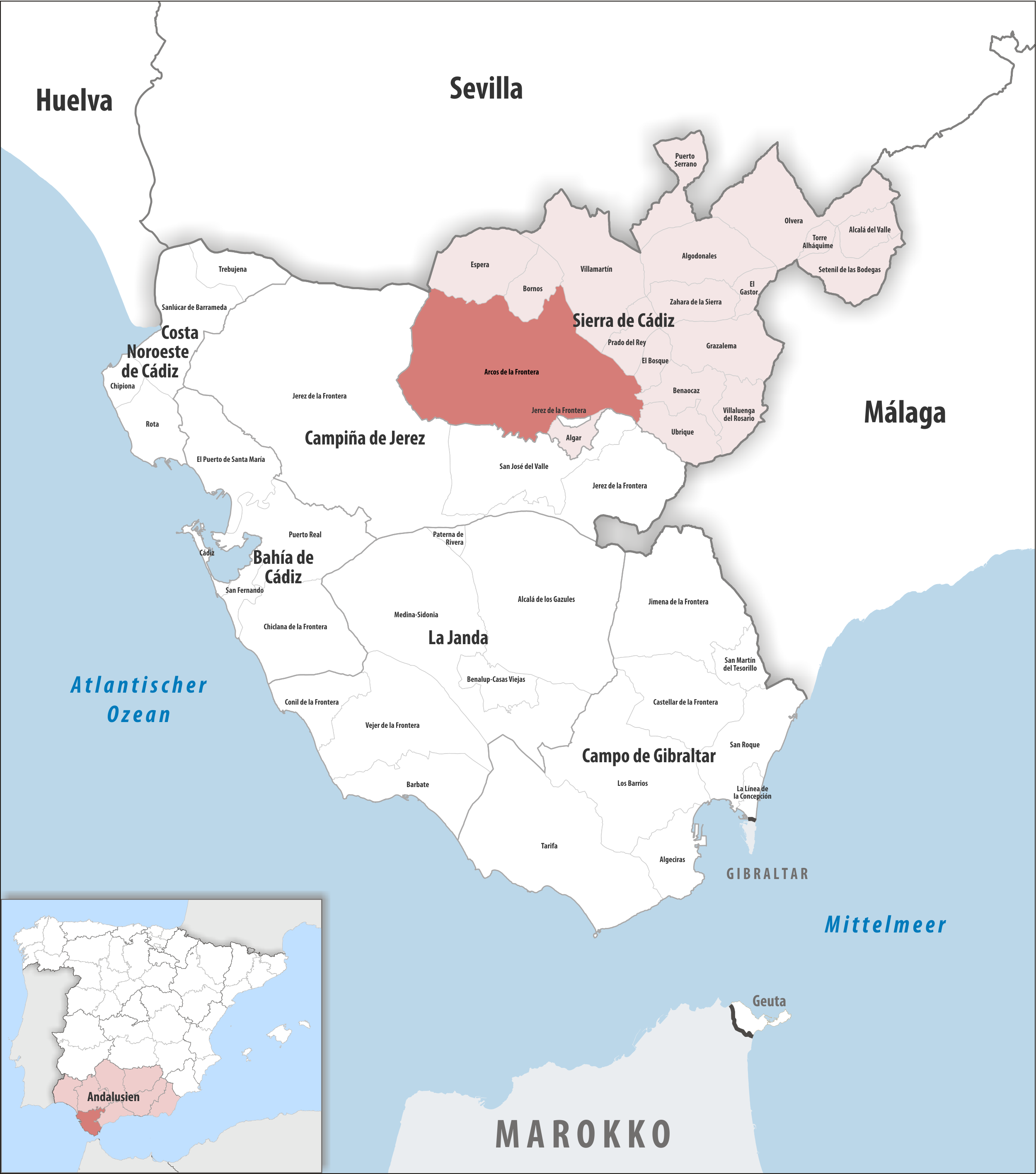
Arcos de la Frontera dans la province de Cadix / en Andalousie

### Localisation
La commune d'Arcos de la Frontera fait partie de la comarque de Sierra de Cadix, dans le nord de province de Cadix. Elle jouxte par un point la province de Séville au nord-ouest.
Malaga est à 167 km à l'est (avec un assez grand détour par le nord-est qui évite les petites routes de montagne passant entre les sommets du parc national de la Sierra de las Nieves) ; 
Gibraltar à 123 km au sud-est ; 
Jerez de la Frontera à 35 km à l'ouest-sud-ouest ;
Cadix à 64 km au sud-ouest.
La pointe Est de la commune, qui inclut une partie du réservoir de Los Hurones (es), est elle-même incluse dans le parc naturel Los Alcornocales (es) ; mais elle ne fait qu'effleurer la limite du parc naturel de la Sierra de Grazalema, sans en faire partie.

Le réservoir de Los Hurones (es) est alimenté par le Majaceite (es).
Au nord, la limite de commune avec Bornos passe au milieu du réservoir de Bornos (es).
Juste à l'extérieur de la vieille ville, au nord-est, se trouve le réservoir d'Arcos, qui fait un peu moins de 3 km de longueur.
Au sud, la commune inclut une partie du réservoir de Guadalcacín (es) (lui aussi alimenté par le Majaceite (es)), partagé avec San José del Valle et Algar.

### Villages et autres points d'intérêt
Jédula (es) dans l'ouest de la commune, juste au nord de la route A-2200 ;
Vega de los Molinos au sud (au bord du Majaceite, sur la route CA-6103).
Une centrale thermique se trouve sur la commune, près de sa limite sud, au sud de Vega de los Molinos.

## Galerie

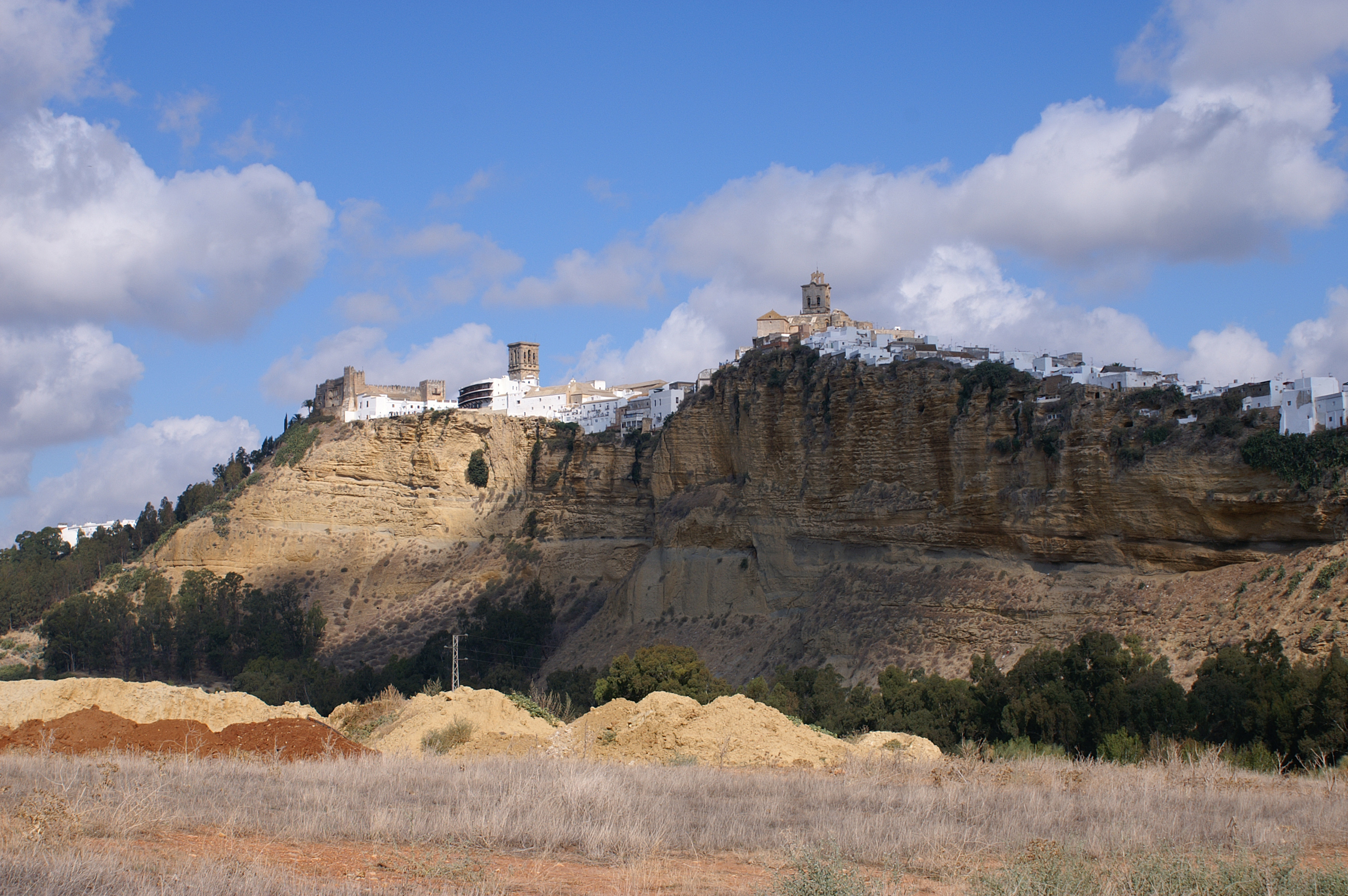
Le "rocher" d'Arcos
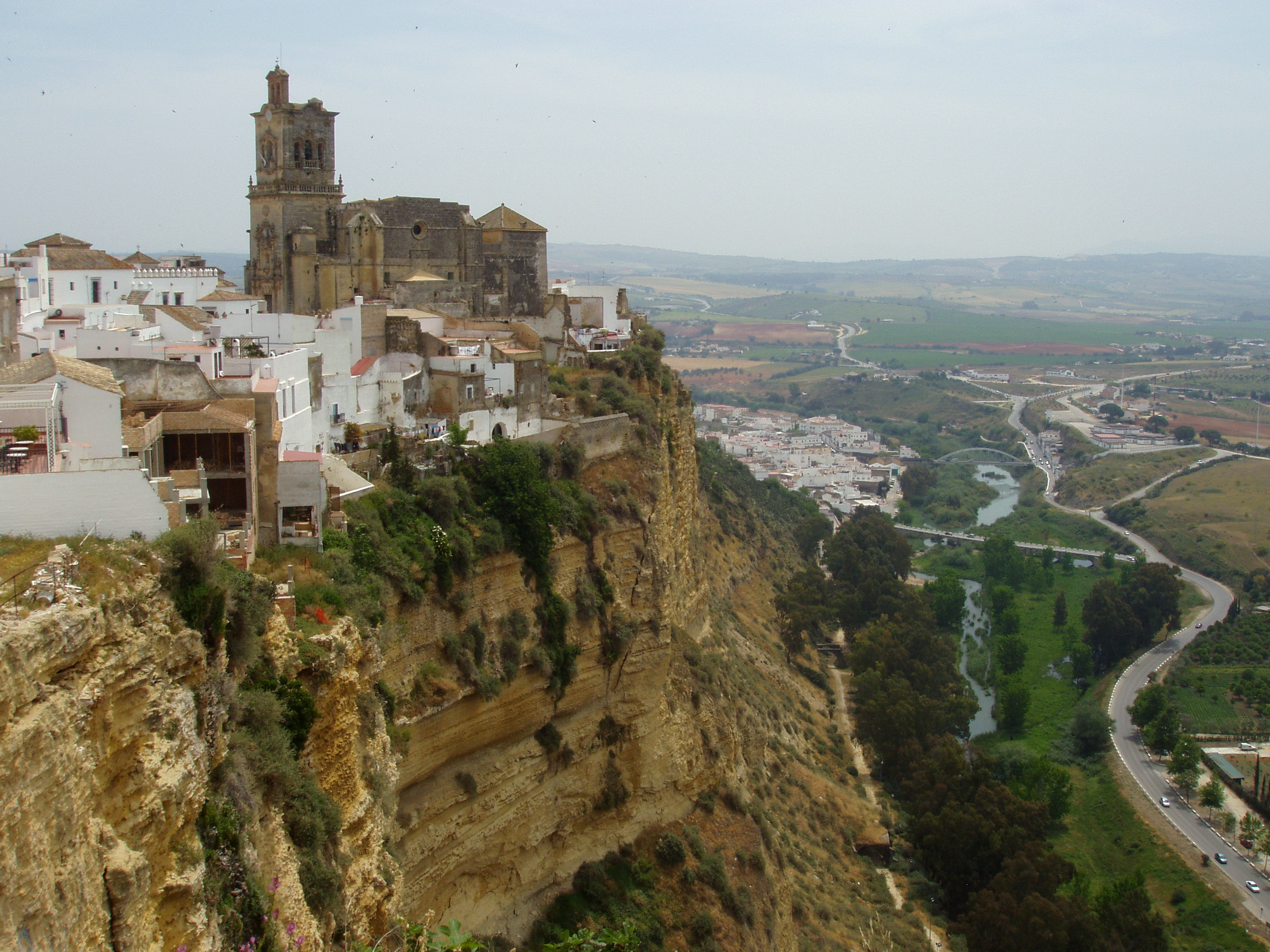
Le village au sommet de la falaise
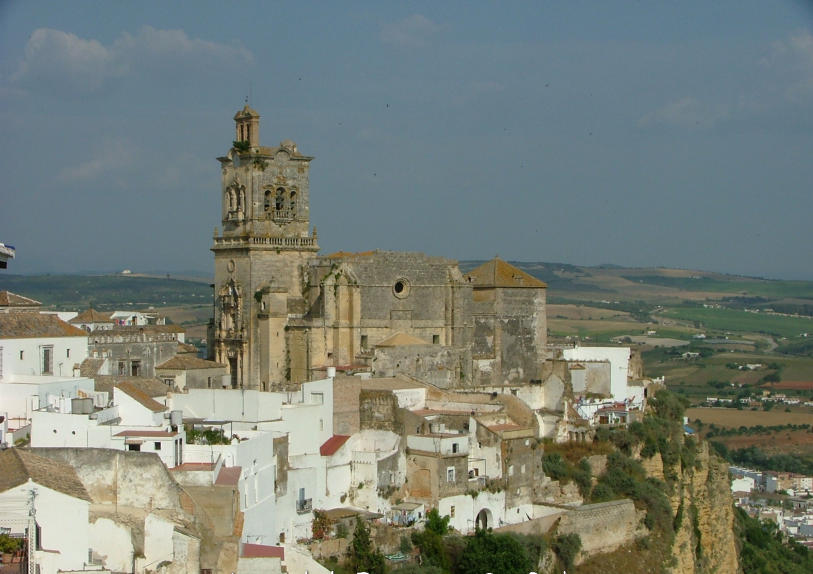
Arcos et l'église San Pedro (es)
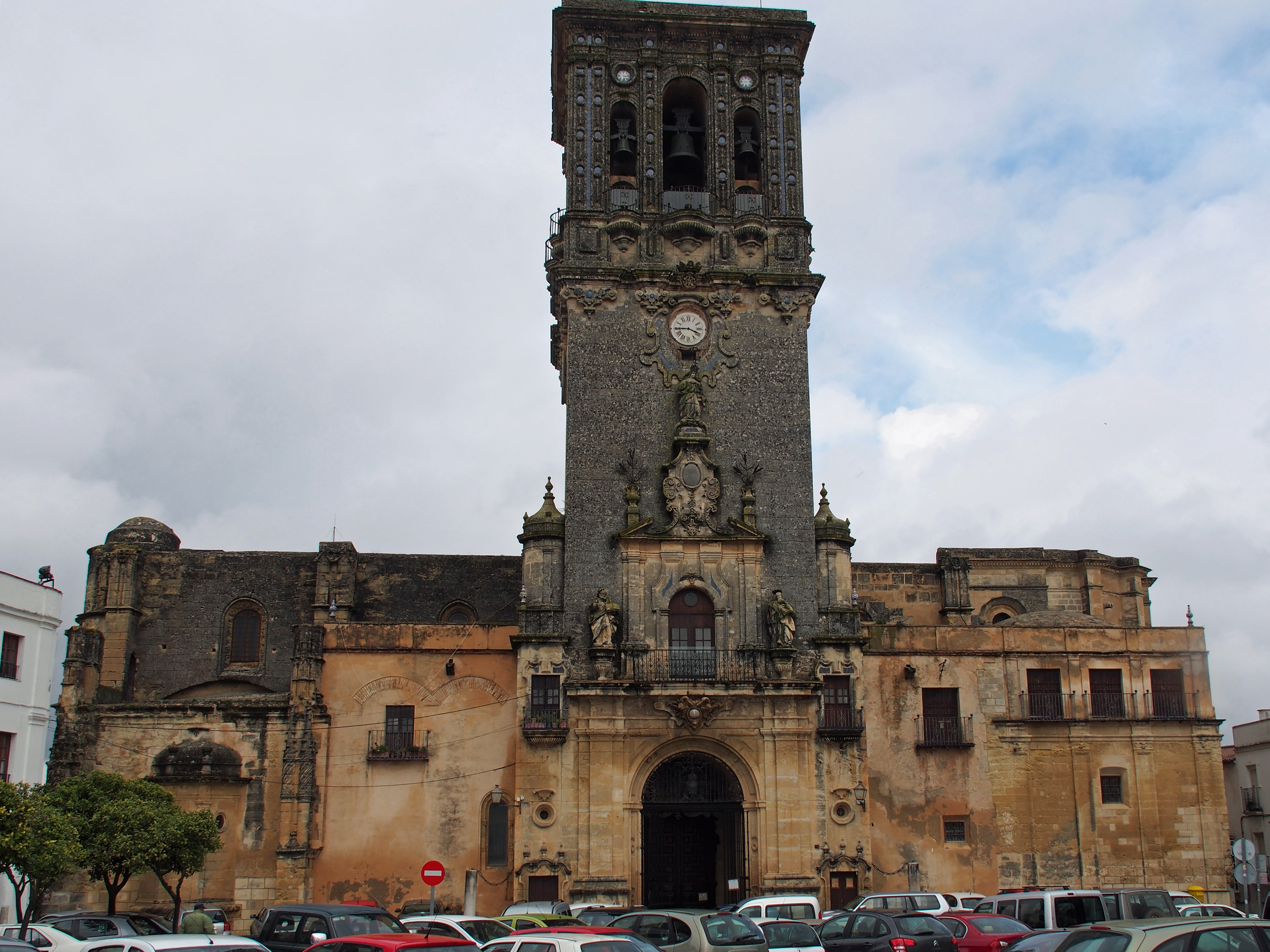
Santa Maria de la Asuncion (es)
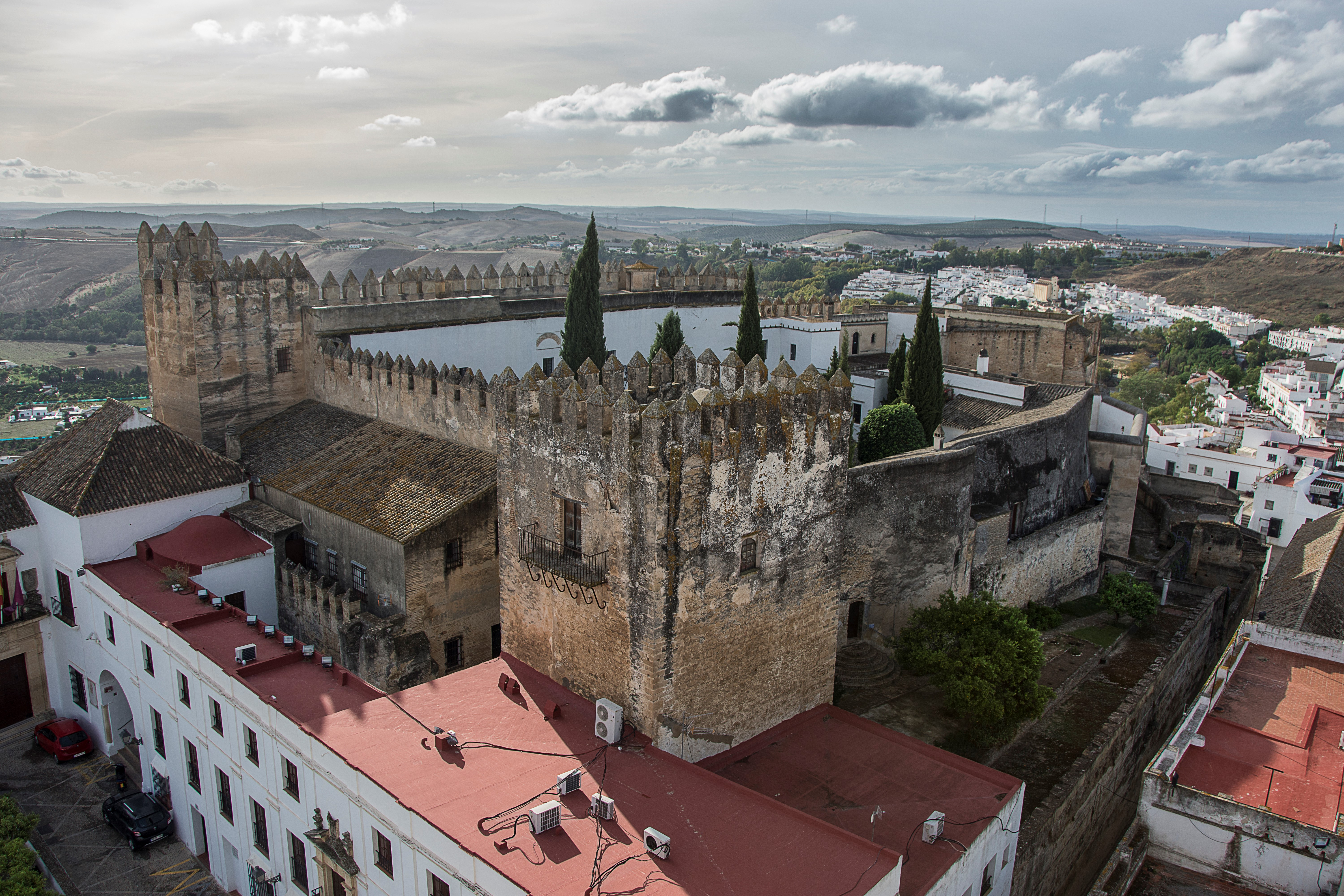
Le castillo d'Arcos
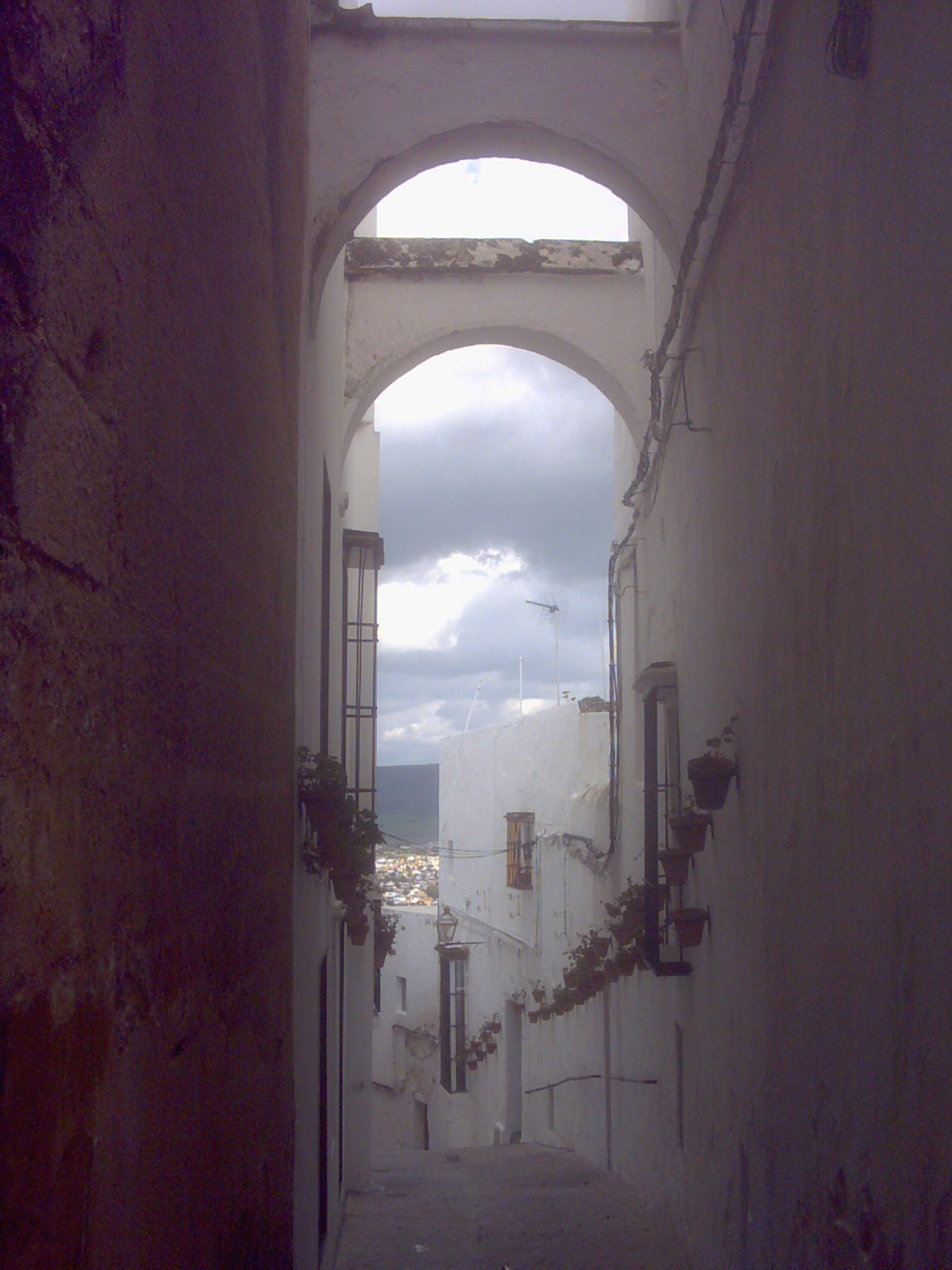
Rue typique
Vue vers le N-E depuis la A-389